# Bohdan Butenko
Bohdan Butenko (ur. 8 lutego 1931 w Bydgoszczy, zm. 14 października 2019) – polski rysownik, ilustrator i grafik, autor komiksów oraz książek, scenarzysta, projektant lalek i dekoracji dla teatrów lalkowych.

## Życiorys
Urodził się w Bydgoszczy, gdzie mieszkał z rodzicami do wybuchu II wojny światowej; okres okupacji przetrwał w Warszawie. Po wojnie mieszkał w Pruszkowie, maturę zdał w Liceum Ogólnokształcącym im. Tomasza Zana w tym mieście. Studia rozpoczął w Państwowej Wyższej Szkole Sztuk Plastycznych, która w 1950 została połączona z Akademią Sztuk Pięknych i funkcjonowała następnie pod nazwą Akademia Sztuk Plastycznych w Warszawie. W 1955 został absolwentem tej uczelni; obronił dyplom w pracowni Jana Marcina Szancera.
Karierę artystyczną rozpoczął w 1955 jako redaktor artystyczny w wydawnictwie Nasza Księgarnia. Współpracował z czasopismami dla dzieci, tj. „Miś”, „Świerszczyk”, „Płomyczek”, „Płomyk”. Był twórcą postaci Gapiszona, Kwapiszona, Gucia i Cezara, ilustratorem wielu książek dla dzieci. Wykonał kilkaset opracowanych graficznie i zilustrowanych książek (własnych i cudzych). Opracowywał graficznie również publikacje informacyjne i edukacyjne (m.in. Encyklopedię Warszawy oraz Pisarzy świata. Słownik encyklopedyczny). Był również autorem scenografii dla Kabaretu Starszych Panów oraz licznych scenografii teatralnych. Przez około dwadzieścia lat współpracował z Telewizją Polską. Bohdan Butenko większość swoich prac podpisywał Butenko pinxit – z użyciem łacińskiego wyrażenia oznaczającego namalował. Stworzone przez niego postacie Gapiszona, Kwapiszona, Gucia i Cezara znalazły się na czterech znaczkach pocztowych wydanych w 2011 przez Pocztę Polską.
Członek Związku Polskich Artystów Plastyków (w latach 1955–1982) oraz Międzynarodowej Izby ds. Książek dla Młodych (IBBY). W latach 1990–2011 pełnił funkcję prezesa Fundacji Świat Dziecka, której był współzałożycielem. Opracował projekt statuetek Donga, przyznawanego przez tę instytucję.
Otrzymał m.in. trzykrotnie nagrodę przyznawaną w ramach Internationale Buchkunst-Ausstellung w Lipsku, różne nagrody i wyróżnienia w konkursie PTWK „Najpiękniejsza Książka Roku”. W 1990 ilustrowana przez niego książka O Felku, Żbiku i Mamutku została uznana książką roku przez polską sekcję IBBY.
W 2022 Bohdan Butenko został patronem przedszkola i żłobka „Filip i Maja” w Dąbrowie Górniczej. W 2023 ukazała się poświęcona mu publikacja Bohdan Butenko. Pinxit i cała reszta autorstwa Dariusza Rekosza.

## Wybrane wystawy
Wystawy indywidualne: Paryż – 1964, 1966, 1992, Bratysława – 1966, Budapeszt – 1967, 1994, Tokio – 1979, Sztokholm – 1989, Berlin Zachodni – 1989, Kopenhaga – 1990, Praga – 1991, Baltimore – 1993, Warszawa – 1999, Oświęcim – 2000, Suwałki – 2001, Poznań – 2001, 2004, 2011, Szczecin – 2003, Sopot – 2003. Brał także udział w wystawach zbiorowych, m.in. w Biennale Ilustracji Bratysława, IBA w Lipsku i Międzynarodowych Targach Książki Dziecięcej w Bolonii.

## Odznaczenia i wyróżnienia
- Krzyż Oficerski Orderu Odrodzenia Polski (2011)[14]
- Srebrny Medal „Zasłużony Kulturze Gloria Artis” (2006)[15]
- Medal Komisji Edukacji Narodowej (1976)[7]
- Order Uśmiechu (2012)[16]
- Nagroda Prezesa Rady Ministrów za twórczość artystyczną (1974)[7]
- Nagroda Ministra Kultury i Dziedzictwa Narodowego (2006)[9][17]
- „Pegazik”, nagroda Poznańskich Spotkań Targowych (2006)[9]
- „Guliwer w krainie Liliputów”, nagroda kwartalnika „Guliwer”[9]
- Nagroda specjalna Fundacji „ABCXXI – Cała Polska czyta dzieciom” (2011)[9]